# Празник (филм)
„Празник“ е български игрален филм (късометражен, комедия) от 1955 година на режисьора Димитър Петров, по сценарий на Бурян Енчев. Оператор е Сашо Шекерджийски. Музиката във филма е композирана от Иван Маринов.

## Актьорски състав
- Олга Кирчева – Клеопатра
- Михаил Джунов – Желязко
- Гинка Станчева – Иванка
- Милка Магнева – Кака Гинка
- Лео Конфорти
- Рина Пенчева
- Георги Банчев
- Иванка Драганова